# El hombre mosca
El hombre mosca (título original en inglés: Safety Last!) es una película muda estadounidense de 1923 protagonizada por Harold Lloyd. Incluye una de las imágenes más famosas de la época del cine mudo: Lloyd agarrando las manecillas de un gran reloj mientras cuelga del exterior de un rascacielos por encima del tráfico. La película tuvo un gran éxito y fue aclamada por la crítica, y consolidó el estatus de Lloyd como una figura importante del primer cine. Sigue siendo popular en las reposiciones y se considera hoy en día una de las grandes comedias cinematográficas.
El título de la película es un juego de palabras con la expresión común "la seguridad es lo primero", que prioriza la seguridad como medio para evitar accidentes, especialmente en los lugares de trabajo. Lloyd realizó él mismo algunas de las acrobacias de escalada, a pesar de haber perdido un pulgar y un índice cuatro años antes en un accidente cinematográfico.
En 1994, Safety Last! fue seleccionada para su conservación en el Registro Nacional de Películas por la Biblioteca del Congreso por ser "cultural, histórica o estéticamente significativa." Es una de las muchas obras de 1923 que entraron notablemente en el dominio público en Estados Unidos en 2019, la primera vez que una obra lo hace en 20 años.

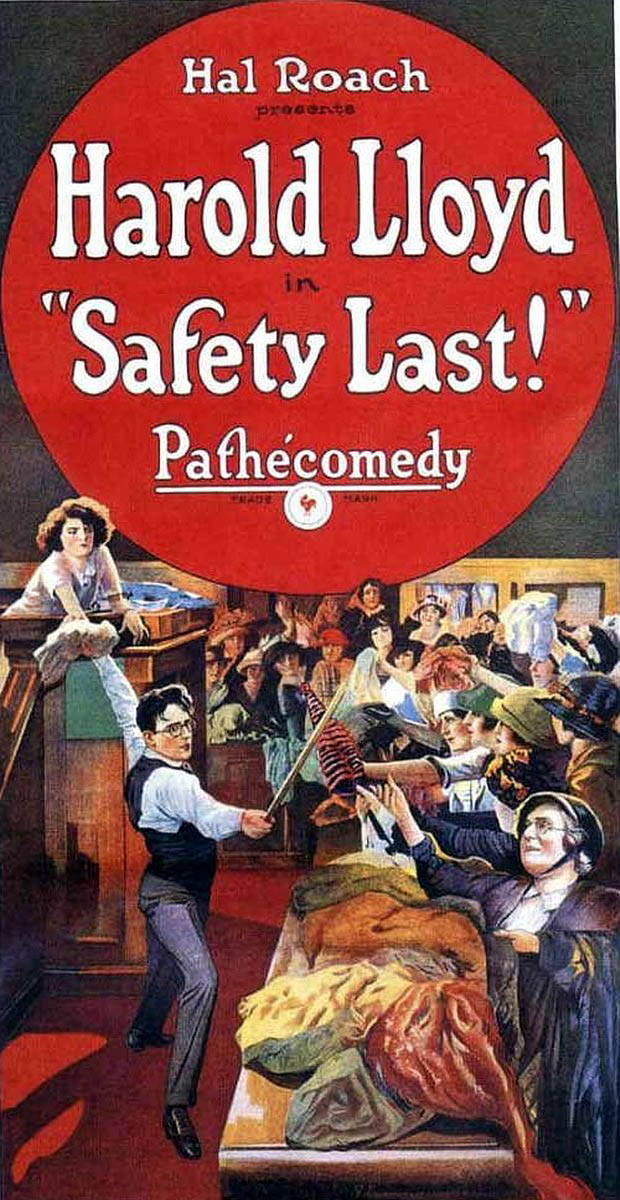
Cartel de estreno teatral

La idea para la película surgió alrededor de 1922 luego de que Lloyd presenciase a Bill Strother, quien tendría un rol en el filme, subir un edificio en Los Ángeles. Es el top 01 de las 100 mejores películas de acción de todos los tiempos por GQ.

## Trama
La película comienza en 1922, con Harold Lloyd (el personaje tiene el mismo nombre que el actor) entre rejas. Su madre y su novia, Mildred, le consuelan mientras aparecen un sombrío funcionario y un sacerdote. Los tres se dirigen hacia lo que parece una soga. Entonces se hace evidente que están en una estación de tren y que el "lazo" es en realidad un aro de recogida a pie de vía, utilizado por las tripulaciones de los trenes para recibir órdenes sin detenerse, y que los barrotes son simplemente la barrera del billete del tren. Promete enviar a buscar a su novia para que se casen una vez que se haya "arreglado" en la gran ciudad. Entonces se va.
El joven emigra a la ciudad en busca de un futuro mejor. Diariamente, le envía cartas a su novia en las que cuenta tener un puesto prestigioso en la tienda departamental De Vore, algo que no es cierto, ya que es solo un empleado de la tienda.
Trabajando como dependiente en los grandes almacenes De Vore, donde tiene que hacer varias acrobacias para librarse de los problemas del quisquilloso y arrogante jefe de sala, el Sr. Stubbs, comparte una habitación alquilada con su amigo "Limpy" Bill, un trabajador de la construcción.
Cuando Harold termina su turno, ve a un viejo amigo de su ciudad natal que ahora es un policía que hace la ronda. Cuando se va, aparece Bill. Presumiendo ante Bill de su supuesta influencia en el departamento de policía, convence a Bill para que derribe al policía de espaldas mientras el hombre está usando un buzón de llamadas. Cuando Bill lo hace, derriba al policía equivocado. Para escapar, trepa por la fachada de un edificio. El policía intenta seguirle, pero no puede pasar del primer piso; frustrado, le grita a Bill: "¡Cumplirás condena por esto! La primera vez que te vuelva a ver, te atraparé".
Mientras tanto, Harold ha estado ocultando su falta de éxito enviando a su novia regalos caros que realmente no puede permitirse. Ella cree erróneamente que tiene el suficiente éxito como para mantener una familia y, animada por su madre, toma un tren para reunirse con él. En su vergüenza, tiene que fingir que es el director general, e incluso consigue hacerse pasar por él para vengarse de Stubbs.  Mientras va a recuperar su bolso (que Mildred dejó en la oficina del gerente), escucha al verdadero gerente general decir que daría 1.000 dólares a cualquiera que pudiera atraer a la gente a la tienda. Recuerda el talento de Bill y le propone la idea de que un hombre suba al "edificio Bolton de 12 pisos", que ocupa De Vore's.
La administración de la tienda tiene una oferta de $1000 a cualquier empleado que pueda atraer clientes el negocio. Lloyd se acuerda del talento su amigo Bill de trepar edificios y convence a su jefe para que intente un truco publicitario que consiste en un hombre suba el edificio de 12 pisos.
El día del acto, Bill es perseguido por un policía, lo que obliga a Lloyd a hacer el truco por su cuenta.

## Reparto
- Harold Lloyd - El muchacho, The Boy (Harold Lloyd)
- Mildred Davis - La chica (Mildred)
- Bill Strother - El amigo ("Limpy" Bill)
- Noah Young - El policía
- Westcott Clarke - Sr. Stubbs, dirigente del negocio
- Earl Mohan - como El Ebrio (sin acreditar)
- MIckey Daniels - como el otro chico (sin acreditar)
- Anna Townsend - como La Abuela (sin acreditar)

## Producción
Lloyd colgando de un reloj gigante en la esquina de un edificio se convirtió en una imagen icónica para él, pero se logró con una cierta cantidad de trucos cinematográficos. Lloyd realizó la mayor parte de su trabajo de acrobacia, pero se utilizó un artista de circo cuando The Boy cuelga de una cuerda, y un doble de acción -a veces Bill Strother, que interpretaba a "Limpy" Bill y era un steeplejack que inspiró la secuencia cuando Lloyd lo vio trepar- se utilizó en las tomas largas. Se utilizaron varios edificios desde la calle 1 hasta la 9 en el centro de Los Ángeles, todos de diferentes alturas, con decorados construidos en sus tejados para que coincidieran con la fachada del edificio principal, el International Bank Building en las calles Temple y Spring. De este modo, se creó la ilusión de que Lloyd sube cada vez más alto por el lateral de un edificio (aunque los paisajes urbanos que se ven más allá de los decorados son notablemente diferentes en las distintas fases de la subida).

## Recepción y legado
The New York Times alabó la película.
The Library of Congress la añadió a su registro en 1994. La revista Photoplay dice de ella que es un clásico, una gran comedia con un ritmo frenético.
El American Film Institute la ha colocado en varias de sus listas.
La imagen icónica de Lloyd colgado de un reloj se ha repetido y homenajeado en multitud de películas y series animadas (Back to the Future, etc.)

## Video doméstico
La película fue lanzada en múltiples versiones en vídeo doméstico, tanto en VHS como en DVD. El 18 de junio de 2013 se editó a través de la Criterion Collection en DVD y Blu-ray.